# Strängnäs
Strängnäs (  pronúncia) ou Estregnésia[a] (em latim: Strengines, Stregnesia ou Strengnesia) é uma cidade da província da Södermanland, na região da Svealand, no centro-sul da  Suécia.                                                                                                                                                  

Está situada numa pequena península na margem sul do lago Mälaren, entre as cidades de Eskilstuna (30 quilômetros a leste) e de Södertälje (40 quilômetros a sudeste).

É um velho centro religioso, cuja parte central está dominada por sua catedral.

Possui 5,84 quilômetros quadrados. De acordo com o censo de 2021, havia 14 803 habitantes.

 
É a sede do município de Strängnäs, pertencente ao condado de Södermanland.

## Etimologia
O topônimo Strängnäs significa armadilhas no istmo. A ocorrência mais antiga de que há memória é Strigines, datada de 1120, na qual é apontada como sede de diocese. Num documento em latim de 1275, é citada como Strengines. Outras grafias latinas são Stregnesia e Strengnesia.
Em textos em português costuma ser usada a forma original Strängnäs. 

## História

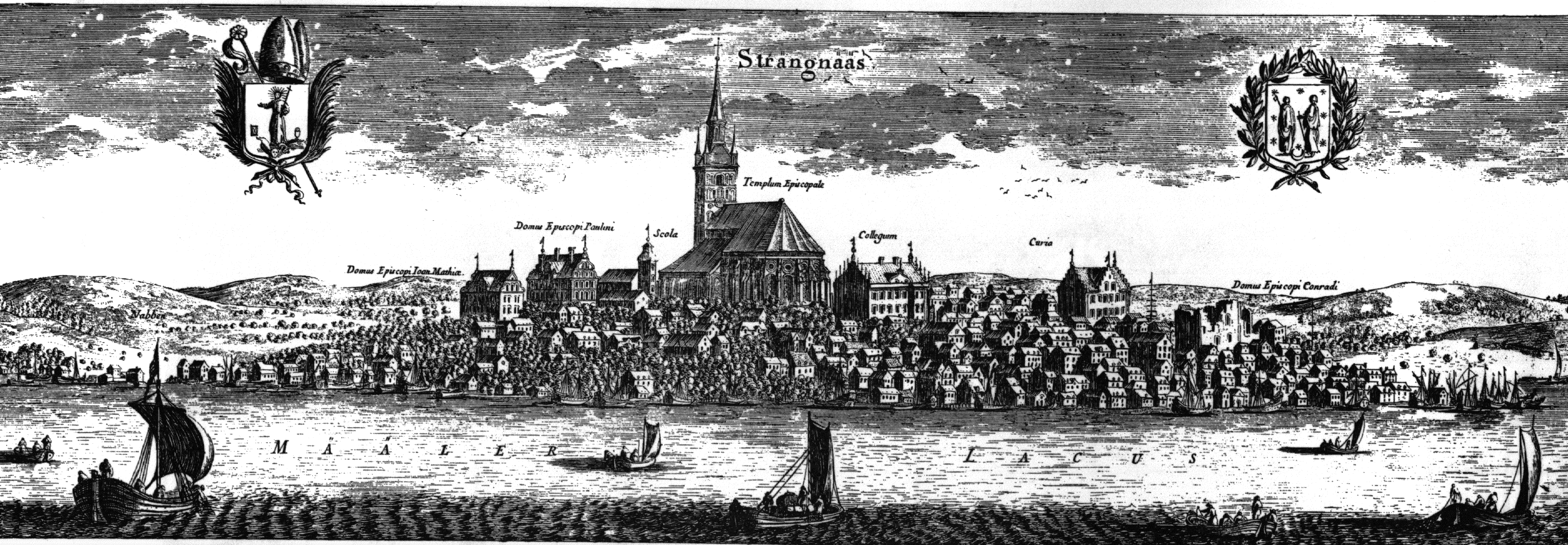
Gravura de Strängnäs na Suecia antiqua et hodierna.

A origem e a história de Strängnäs está relacionada com a sua posição geográfica entre o lago Mälaren e a província histórica da Södermanland. Na Idade Média a estrada entre as províncias da Östergötland e da Uppland passava igualmente na proximidade da cidade. No século XII, Strängnäs ascendeu a sede de arcebispado, e no século XII foi aí fundado um convento dominicano. A catedral de Strängnäs começou a ser erigida no século XIII. A Lei da Södermanland refere em 1327 o mercado de Strängnäs. Em 1523, Gustavo Vasa foi eleito rei da Suécia em Strängnäs. A Reforma protestante no século XVI impôs um longo período de decadência à cidade. Em 1626, recebeu uma das primeiras escolas secundárias do país. No século XIX, a cidade voltou a crescer em importância, ganhando um certo carácter industrial, e sobretudo afirmando-se como centro regional e sede de uma guarnição militar.

## Comunicações
A cidade de Strängnäs é atravessada pela estrada europeia E20, com ligação a Estocolmo e Gotemburgo e pela estrada nacional 55, com ligação a Uppsala e Norrköping.  A linha férrea da Svealand conecta Strängnäs com Eskilstuna e Södertälje-Estocolmo. O canal de Södertälje dá acesso ao Mar Báltico.

## Economia

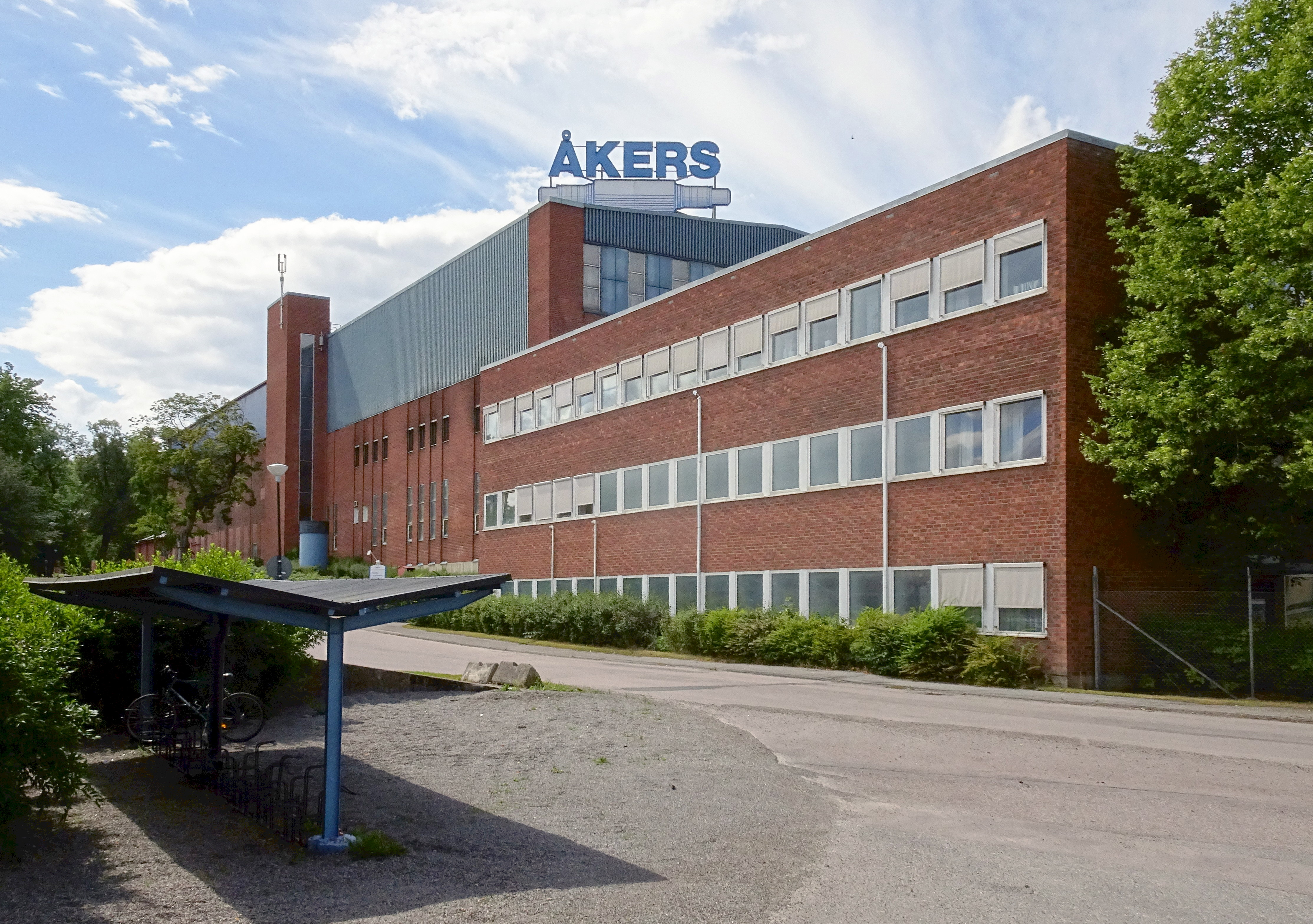
Fábrica da Åkers Sweden.

A economia de Strängnäs está caracterizada pela existência de algumas indústrias de média dimensão, lado a lado com empresas de menor dimensão. Pode ser destacada a produção de aço, medicamentos, instrumentos e equipamento eletrónico. Entre as maiores empresas estão a Åkers Sweden (laminadores de aço) e a Pfizer Health (medicamentos).

## Património
Entre as atrações turísticas de Strängnäs, podem ser destacadas:
- Catedral de Strängnäs
- Moinho de Strängnäs
- Museu da Técnica de Strängnäs (Strängnäs teknikmuseum)

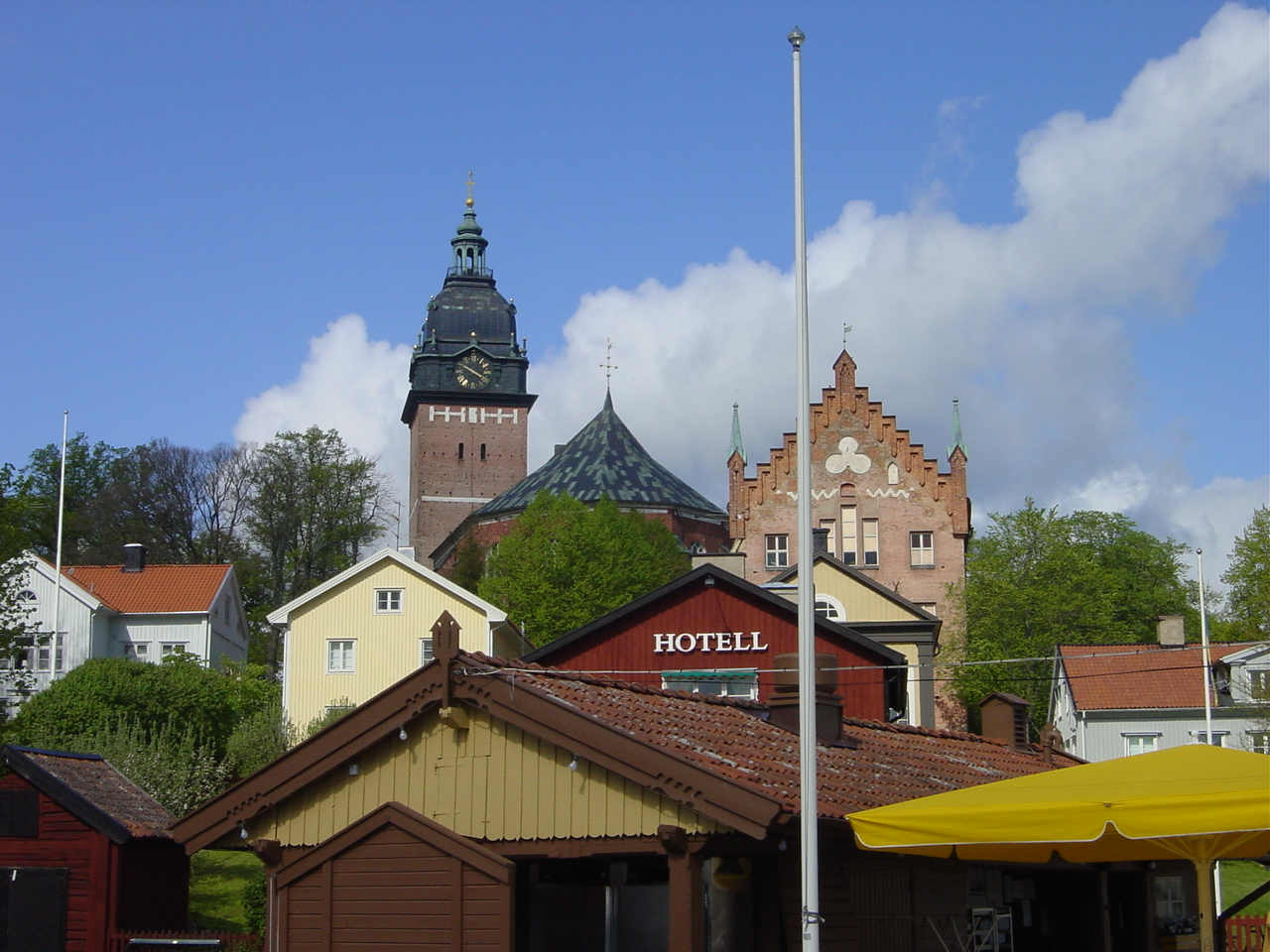
Casas da cidade com a catedral ao fundo
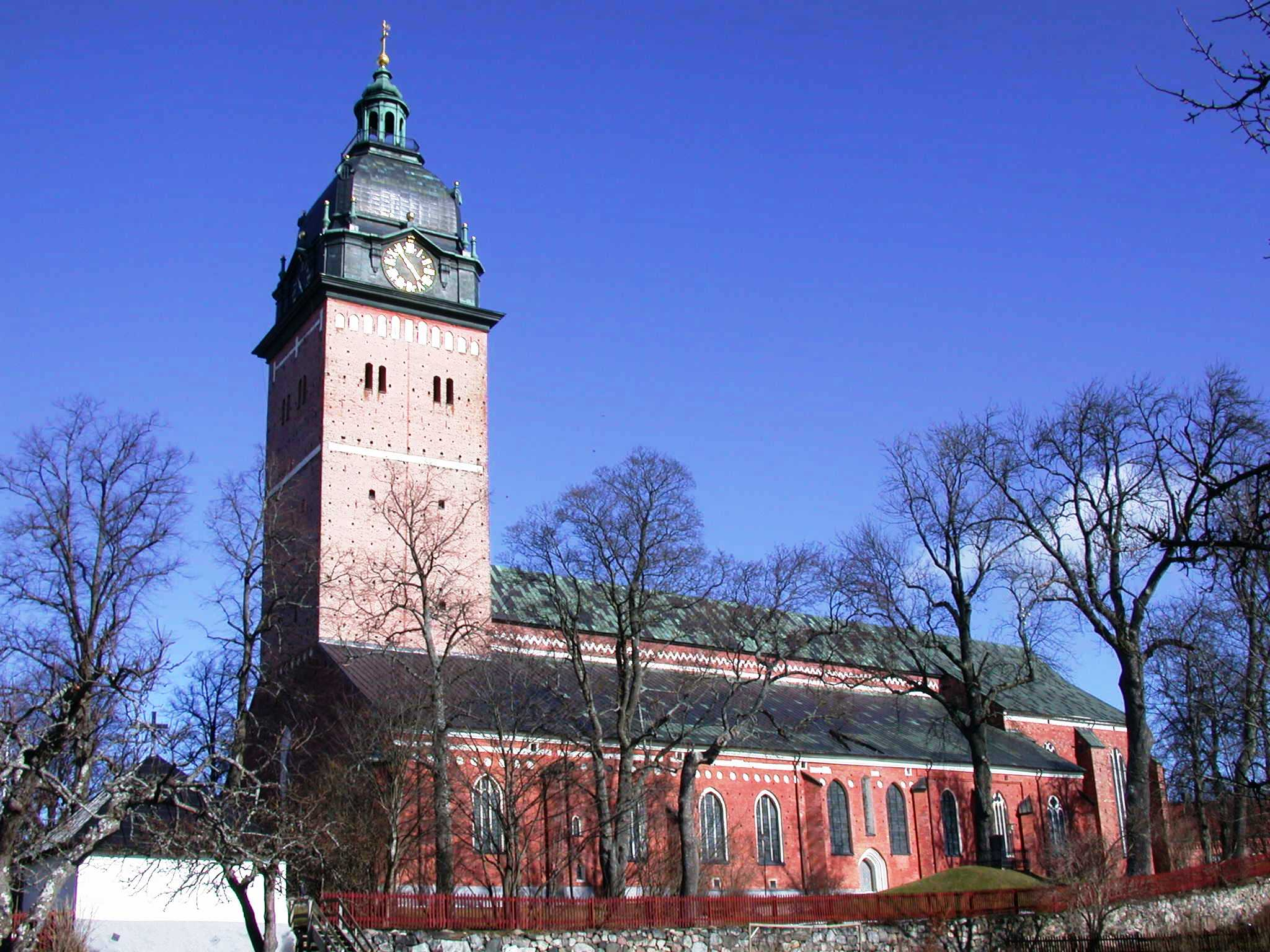
A catedral de Strängnäs
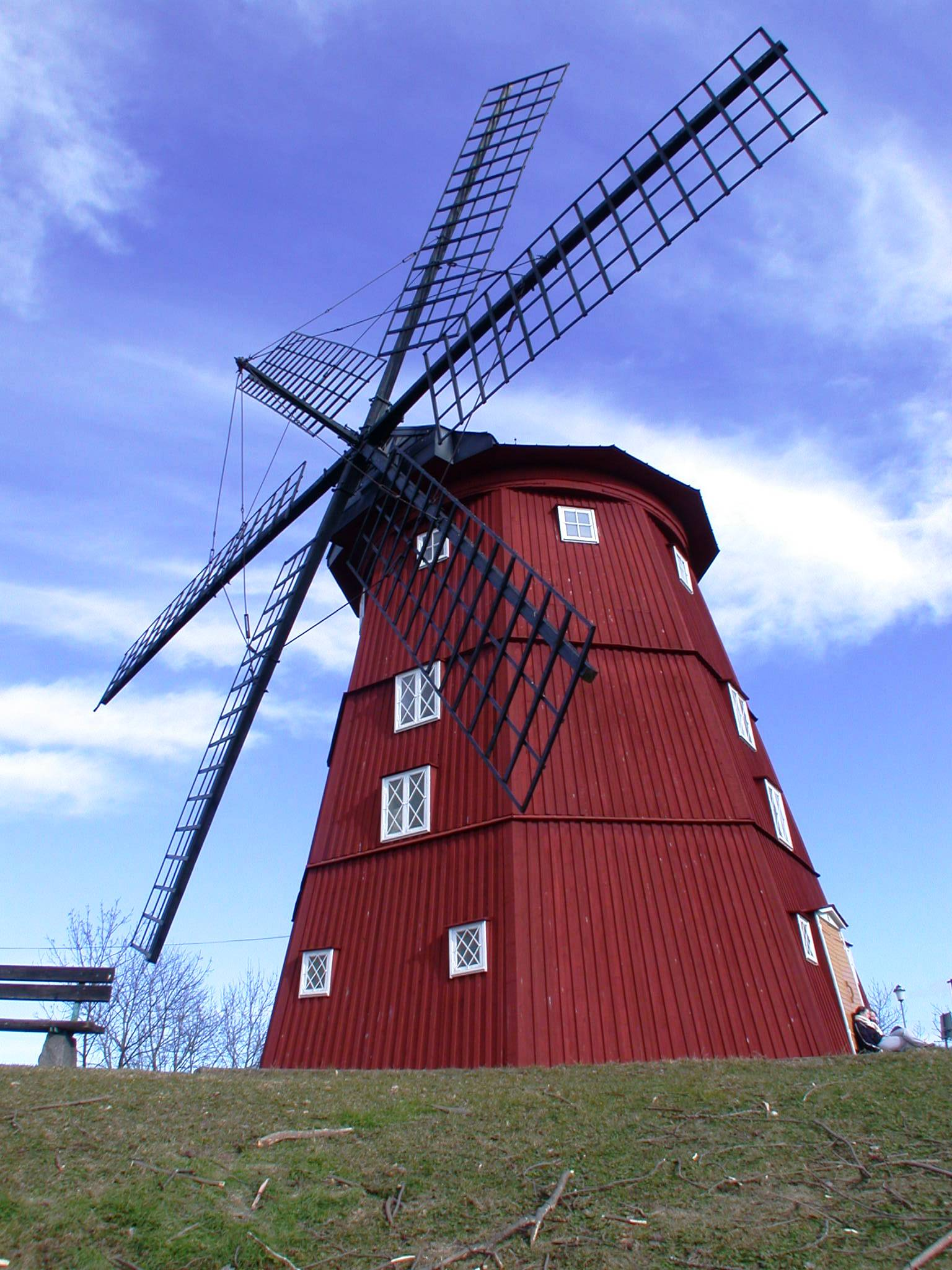
O moinho de Strängnäs
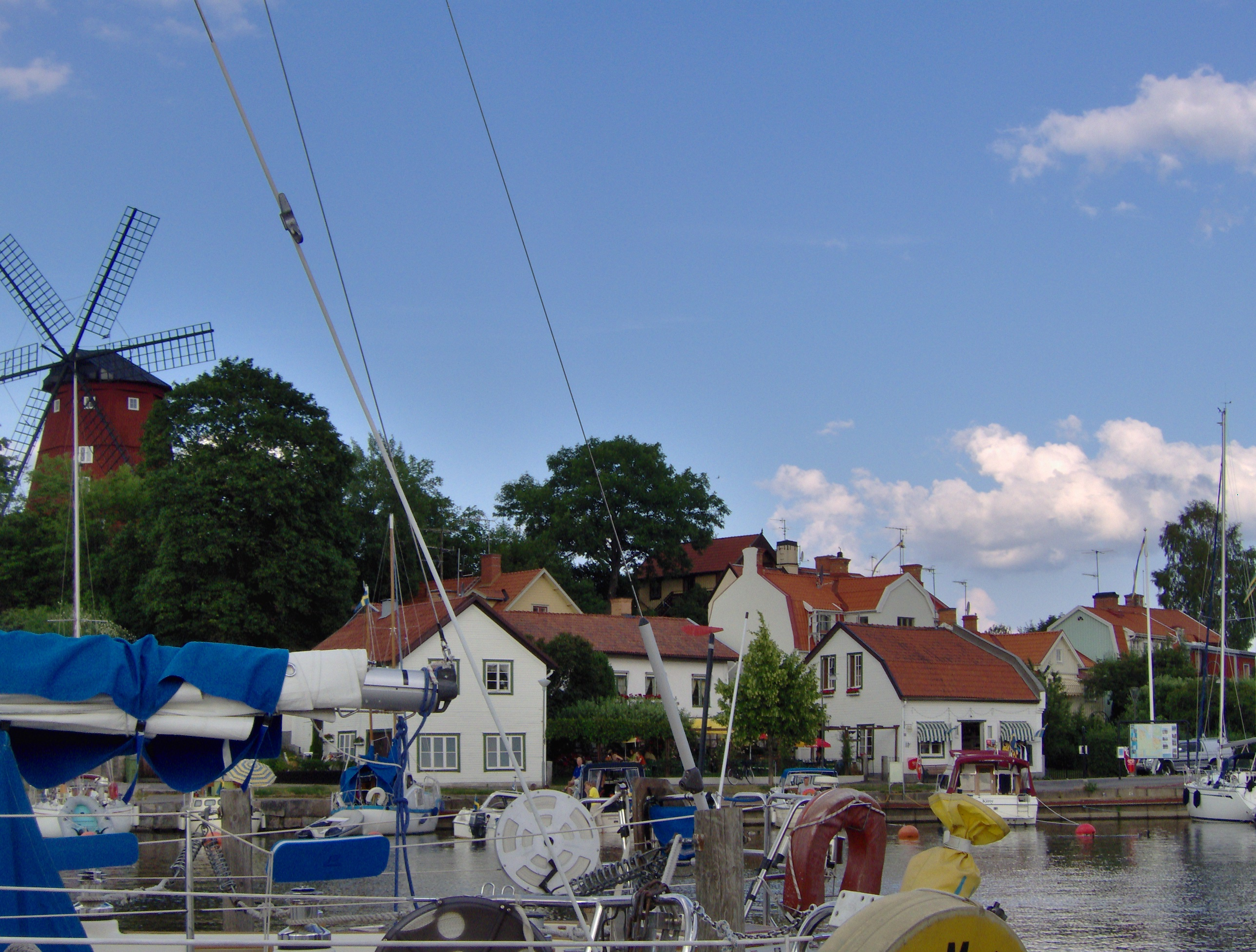
O porto de Strängnäs com o moinho ao fundo

## Nota
[a] ^ Surgida a partir de Stregnesia, com o acréscimo da vogal suporte ê tal como Esparta (em latim: Sparta) e Escânia (em latim: Scania).